# Mind, Body & Soul
Mind, Body & Soul is het tweede studioalbum van de Britse r&b/soulzangeres Joss Stone.

## Geschiedenis
Het album kwam op 22 september 2004 uit, bij Relentless Records. In het Verenigd Koninkrijk is het album tot op de dag van vandaag nog het populairste album van Stone. Het kwam op 9 oktober, een halve maand na in het Verenigd Koninkrijk te zijn verschenen, binnen op nummer één in de hitlijsten en bleef daar één week staan. Ook werd het album het negenendertigste bestverkochte album in het Verenigd Koninkrijk in 2004. Het album werd drie keer met platina gecertificeerd en in 2005 voor een Grammy Award genomineerd.
Het nummer "Daniel", de hidden track, gaat over haar stiefbroer - Joss en hij hebben dezelfde moeder - die toentertijd drugsverslaafd was, en een gewapende overval had gepleegd. In het nummer zingt Stone: "Daniel, won't you listen to the words I say, writing this was harder than you ever think.", dat betekent: "Daniel, luister naar wat ik zeg, het schrijven van dit lied was moeilijker dan je ooit zult geloven".

## Tracklist
1. Right to Be Wrong (Joss Stone, Desmond Child, Betty Wright) - 4:41
2. Jet Lag (Stone, Jonathan Shorten, Conner Reeves) - 4:01
3. You Had Me (Stone, Francis White, Wendy Stoker, Wright) - 4:00
4. Spoiled (Stone, Lamont Dozier, Beau Dozier) - 4:03
5. Don't Cha Wanna Ride (Stone, Child, Wright, Steve Greenberg, Mike Mangini, Eugene Record, William Sanders) - 3:32
6. Less Is More (Stone, Shorten, Reeves) - 4:18
7. Security (Stone, Greenberg, Daniel Pierre) - 4:31
8. Young At Heart (Stone, Salaam Remi) - 4:10
9. Snakes And Ladders (Stone, Shorten, Reeves) - 3:35
10. Understand (Stone, Wright, Angelo Morris, Mangini, Greenberg) - 3:47
11. Don't Know How (Pierre, Curtis Richardson, Jeremy Ruzumna, Justin Gray) - 4:01
12. Torn & Tattered (Austin Howard, Ben Wolf, Andy Dean, Wright) - 3:58
13. Killing Time (Beth Gibbons, Stone, Wright) - 15:27
14. Sleep Like A Child (Patrick Seymour) - 5:12
15. Daniel (hidden track) - 2:46

### Japanse Editie
1. Holding Out for a Hero (Jim Steinman, Dean Pitchford) - 3:35

### Speciale Editie
1. The Right Time (Nappy Brown, Ozzie Cadena, Lew Herman) - 3:51
2. God Only Knows (Brian Wilson, Tony Asher) - 2:58
3. Calling It Christmas (met Elton John) (Elton John, Bernie Taupin) - 4:16

#### Dvd
1. You Had Me (Clip)
2. Right to Be Wrong (Clip)
3. Spoiled (Clip)
4. Don't Cha Wanna Ride (Clip)
5. Mind, Body & Soul (EPK)

### Nederlandse Editie: Bonus cd
Live opgenomen in De Duif in Amsterdam op 24 januari 2005.
1. Super Duper Love (Are You Diggin' on Me?) Pt. 1 (Live) – 7:00
2. Fell in Love with a Boy (Live) – 5:04
3. Spoiled (Live) - 4:18
4. Less Is More (Live) - 4:59
5. Right to Be Wrong (Live) - 5:25
6. You Had Me (Live) - 4:53